# يوم الإثنين (فلم قصير)
يوم الإثنين  فيلم مصري قصير مدته 7:44 دقيقة لعام 2004، كتب القصة والسيناريو والحوار وأخرجه تامر السعيد. الفيلم من بطولة حنان يوسف وبطرس غالي ويروي قصة رجل وامرأة تم زواجهما عبر الصالونات، ليس عندهما مشاكل كبيرة ولا يُوجد بينهما حب ملتهب كما تزعم الأفلام. يمر الزوجان، يوم الإثنين، بحدث يبدو بسيطاً، لكنه يجعل يومهما له مذاق مختلف، يجعلهما يرتشفان المتعة ويعرفان السعادة الحقيقية للمرة الأولى. في ذلك اليوم يخوض كل منهما، في شكل متوازٍ تجربة جديدة يُحقق بها متعة لم يكن يتوقعها. عرض الفيلم لأول مرة في سويسرا 2005 ضمن مهرجان لوكارنو السينمائي. فاز الفيلم بثلاثة جوائز محلية وعالمية  ورشح الفيلم للجائزة الذهبية باردينو – فهود الغد للأفلام الأفريقية القصيرة ضمن مهرجان لوكارنو السينمائي الدولي 2005.

## طاقم التمثيل
- حنان يوسف: في دور حنان (الزوجة)
- بطرس غالي: في دور نبيل (الزوج)[10][11]

## أحداث الفيلم
يتحدث نبيل (بطرس غالي) للمشاهد وهو يروي أحداث يوم الإثنين الماضي عندما قام بشراء بايب التدخين (الغليون) الذي كان يريد تدخينه منذ أمد بعيد، وحدثه عنه صديقه أحمد الذي يدخنه أيضاً. جلس نبيل وطرح كل أدوات تدخين البايب، التي نصحه بها بائع أدوات التدخين، وقام بتسليك البايب بالرغم من أنه جديد، ثم وضع به "الكريستالات" التي نصحه بها البائع أيضاً ليصبح البايب جافاً، ثم قام بكبس الدخان داخل البايب. أثناء إعداد نبيل للبايب لاحظ وقوف حنان (حنان يوسف) أمام المرآة وهي تحاول إطلاق صافرات من فمها، وتعجب ولكنه لم يهتم وعاد لتجربته الأولى في تدخين البايب. فجأة يستمع نبيل لصفارة قوية وممتدة قادمة من بين شفتي حنان، ويسارع مندهشاً ويسأل:
- مالك يا حنان
وترد الزوجة:
- ولا حاجة .. كنت عايزه أصفر
كانت تحمل لمحات وجه غير اعتيادي وقالت:
- على فكرة .. حلو قوي البايب دي
يعود نبيل إلى تدخين البايب ويعلق: "بيني وبينكم .. هو طعمه مش حلو قوي .. السجاير أحسن .. بس هو في شعور لذيذ كده .. كان نفسي اجربه".
يدخل الزوجين إلى الفراش، في آخر اليوم، وتبدو حنان غريبة التصرفات، وتحتضن نبيل من الخلف وكانت ليلة مختلفة، وحنان ترغب في نبيل بقوة، وقضى نبيل وقتاً لم يشهده معها، أو مع غيرها، من قبل.
في نصف الفيلم الثاني:
تتحدث حنان للمشاهد وهي تروي أحداث يوم الإثنين الماضي عندما كانت في مطبخها تنتظر غليان الماء لسلق المعكرونة، وكانت تنظر من نافذة المطبخ وهي تستمع لأغنية فريد الأطرش "عشك يا بلبل ده جنة"، وراحت تفكر في زوجها الرجل الطيب الذي تزوجته بعد أن بلغت "سن العنوسة" بطريقة "زواج الصالونات" منذ 3 سنوات. ترى حنان أن نبيل رجل طيب، لا يضايقها، وأحياناً يستمع لها، أحياناً نتعارك على من يقوم بحل مسابقة "الكلمات المتقاطعة". تصارح حنان من يسمعها بأنها تعتقد أن الزواج أفضل إذا كان بدون "التزامات شرعية"، وأن معاشرتها لزوجها نبيل لا تبدو إطلاقاً كما تدعي الأفلام من إصدار أصوات وآهات وصرخات. انتبهت حنان لصفافير تأتي من الشارع، ورأت شابين يطلقوا صافرات بأفواههم، وتذكرت أنها كانت تعرف كيف تصفر وهي شابة، وظلت طوال اليوم مشغولة بهذه الحادثة وعندما عاد نبيل من عمله حاولت تروي له حكايتها مع الصفارة ولكنه كان مشغولاً بالبايب. وقفت حنان أمام المرآة تجرب مرة تلو الأخرى إلى أن نجحت في إطلاق صافرة قوية وممتدة، وأصيبت بسعادة غامرة وعندما سألها نبيل:
- مالك يا حنان
أحست حنان، وقتها، أن نبيل يملأه الحنان وصوته دافىء وكأنه يغازلها وهي سعيدة وتحبه، وعندما اشتمت رائحة البيب أحبته، ورأت نبيل جميلاً في عينيها، وعندما احتضنها في الفراش أصيبت برعشة، وعندما عاشرها أحست بنشوة. اعتذرت حنان للمشاهد، عند هذه المرحلة، من عدم عرض ما حدث ليلتها لخجلها. كانت كل هذه الأحداث تتم أثناء غناء "فريد الأطرش":
"عشك يا بلبل ده جنة  وانت على بابها رضوان - هِش هِش هِش هِش يا بلبل - غرد يا بلبل على غصنك انت ووليفك من زيك - وصل وصفاء زانه الوفاء حب وهناء نلت المنى - وليفك يدادي وانت تهادي واحنا ننادي - هِش هِش هِش هِش يا بلبل - صوتك شجاني ومن حسنه خفّف آلامي من الأحزان - وقت اللقاء ابكي انا غدر وشقاء سقم وضنى - حبيبي هاجرني بجماله فاتنّي وبرضة يلومني - قوله يا بلبل يرحمني وابقى كده زيك فرحان - هِش هِش هِش هِش يا بلبل."

## استقبال الفيلم
كتب عدنان حسين أحمد على موقع "الحوار المتمدن": "لا يحتاج تامر السعيد إلى الإشادة بموهبته الإخراجية، وأكثر من ذلك فهو متمكن من كتابة السيناريو"، ويواصل الكاتب قائلاً: "قيمة هذا السيناريو الذكي تقوم على آلية " السهل الممتنع " لأنها بسيطة، ومألوفة، ومنسابة"، وينتهي الكاتب ويلخص: "هذه البنية الحكائية المفخخة يمكن أن تحمل تأويلات عديدة لعل أبرزها أنهما يمارسان الحب بالاستعاضة، وبشحذ المخيلة التي لا تتقيد إلى بالنكوص، والعودة إلى أيام الشباب الخوالي."
كتبت صحيفة "الرأي" الأردنية في مناسبة إختيار مؤسسة خالد شومان (دارة الفنون) لفيلم "يوم الإثنين" لما له من قيمة لخصتها الصحيفة قائلةً: "يتناول تجليات الحب في تفاصيل يوم مختلف في حياة زوجين."
أشارت صحيفة "الأخبار" اللبنانية على موقعها الالكتروني عن الفيلم القصير "يوم الإثنين" وجوائزه، وأشادت بالمخرج قائلة: "تامر السعيد امتداد للجيل الأوّل من السينما المصريّة الجديدة – المستقلّة"، ولخصت الفيلم بأنه يتحدث: "عن تجدّد الشغف في علاقة فاترة بين زوجين."

## مشاركات وجوائز
شارك الفيلم في العديد من المهرجانات السينمائية ونال الفيلم العديد من الجوائز:
- جائزة لجنة التحكيم الخاصة في مهرجان الساقية للأفلام القصيرة،[19][20] القاهرة 2005.
- جائزة أحسن فيلم روائي قصير في مسابقة ( لقاء الصورة )، المركز الثقافي الفرنسي في القاهرة 2005.[8]
- جائزة أحسن فيلم روائي قصير في المهرجان القومي الحادي عشر للسينما المصرية، القاهرة 2005.[21]
- جائزة الصقر الفضي في مهرجان روتردام للفيلم العربي مناصفة مع فيلم لا هنا ولا لهية للمخرج المغربي رشيد بوتونس 2005.[8]
- شارك في مهرجان كليرمون فيران الدولي الفرنسي للفيلم القصير 2005.[22][23]
- عرض في بينالي السينما العربية في باريس 2006.[24]

## وصلات خارجية
https://elcinema.com/work/2019892/ يوم الإثنين (فيلم قصير)
https://www.imdb.com/title/tt3300912/ يوم الإثنين (فيلم قصير)
https://africultures.com/films/?no=1429 يوم الإثنين (فيلم قصير)
http://ar.mecfilm.org/index.php?id=3291 يوم الإثنين (فلم قصير)
https://karohat.com/Title/ac89addd-cc30-4953-bdbf-3eef10394d69 يوم الإثنين (فلم قصير)